# Księginki (powiat kościański)
Księginki – wieś w Polsce położona w województwie wielkopolskim, w powiecie kościańskim, w gminie Śmigiel.

## Historia
Miejscowość pierwotnie związana była z Wielkopolską. Ma metrykę średniowieczną i istnieje co najmniej od pierwszej połowy XIV wieku. Wymieniona w łacińskim dokumencie z 1311 jako „Kschingenicz”, 1393 „Kssaginicze”, 1396 „Kxøginicze”, 1396 „Kangnicz”, 1400 „Czangnicze”, 1404 „Xszangnicz”, 1406 „Xanginicze”, 1408 „Xszangnicze”, 1408 „Xszanginicze”, 1419 „Xangnicze”, 1421 „Xaninky”, 1422 „Xangniky”, 1423 „Xangenicze”), 1424 „Czanginky”, 1424 „Xanginky”, 1425 „Xaginki”, 1427 „Kxagynky”, 1427 „Xagenycze”, 1428 „Kxangynicze”, 1428 „Kxangniczye”, 1435 „Kschangnicze”, 1443 „Xangnucze”, 1448 „Xangnycza”, 1449 „Xagynycze”, 1462 „Xąginycze”, 1493 „Ksyagynky, Xągynky”, 1503 „Xięginki”, 1511 „Xiangienicze”, 1548 „Xyangniki”, 1550 „Kxyągynki” 1553 „Kxyegienky”, 1558 „Kxsieginky”, 1566 „Xeginki”, 1581 „Xieginki”.
Miejscowość pierwotnie znajdowała się w  Wielkopolsce i była własnością szlachecką, należącą do rodu Ksiągińskich, którzy od nazwy wsi przyjęli odmiejscowe nazwisko zapisywane w formach Ksiągiński, Ksiągieński, Księgnicki. Potem właścicielami byla także polska szlachta z rodów Walków, Śliwieńskich, Karśnickich, Kuranowskich oraz Kaczyńskich. W 1435 wieś znajdowała się w powiecie kościańskim Korony Królestwa Polskiego. W 1510 należała do parafii Wilkowo Polskie.
Pierwszy zapis związany ze wsią pochodzi z dokumentu z 1311 i wymienia Bogusza z Księginek. Kolejny z 1393 odnotował Bogusława z Księginek. W latach 1396-1428 jako dziedzic we wsi wymieniany był w różnych formach zapisu nazwiska Ozep lub Józef Ksiągeński, Ksiągiński lub Ksieński, który odnotowany został w kilku dokumentach sądowych. W latach 1396-1400 jako dziedzica we wsi źródła wymieniają Walentego Walka zwanego też Waldo brata Józefa.
W latach 1398-1432 właścicielem we wsi był wicepodkomorzy w Kościanie Tomasz Ksiągiński herbu Staroma. W 1425 został on pozwany przez kleryka z Kościana Mikołaja o 20 skudów obiegowej monety, które był winien ojcu Mikołaja za mięso. W 1428 Tomasz przegrał proces ze szlachcicem Piotrem wójtem z Kościana o 25 grzywien szer. groszy tytułem sumy głównej oraz o 25 grzywien monety obiegowej. Nałożono na niego również tytułem kary jedną grzywnę. Wartość części wsi Księginki posiadanych przez Tomasza była jednak zbyt mała na zapłatę kwot zasądzonych Piotrowi dlatego zażądał on, aby Tomasz uregulował 18 grzywien szer. groszy z tej sumy, którą Tomaszowi przysądzono na Jeligowie. W 1429 Tomasz pozwany został o zbrojny napad wraz z 95 pomocnikami na dom Borka Gryżyńskiego, a 1432 o nocny napad wraz z 8 pomocnikami na dom Borka i jego stryja oraz o poranienie szlachcica jego chlebojedźcy.
W latach 1404-1435 jako dziedzic we wsi odnotowany został w kilku procesach sądowych Jasiek Księgiński. W 1426 został on skazany przez sąd za zabójstwo brata Dobiesława oraz Mikołaja ze Skoraczewa. Sąd uznał, że powinien on wraz z dwunastoma szlachcicami przeprosić ich w kościele, oddając miecz w ręce braci, a ci na następnych latach w Kościanie mają wydać w ręce Jakuba Sepieńskiego dokument, który zawierać miał wyrok sądowy na Jaśka. W 1430 z wyroku sądu Jasiek Księgiński miał w terminie dwóch tygodni zwrócić dwa konie wraz z wozem Maciejowi Kotowieckiemu. W 1430 Jasiek pozwany został o napady na dom Borka Gryżyńskiego. W 1435 Jasiek sprzedał całą swoją część w Księginkach braciom wójtom kościańskim Janowi i Zewrzydowi z Punina, a jego żona Halszka w obecności swoich stryjów oraz wujów, odstąpiła przed sądem od swego posagu oraz wiana na Księginkach, anulując dokument dający jej uprawnienia do posiadania wsi i wręczyła go nabywcom.
W latach 1420-1424 Dobroszka Księginicka toczyła procesy z Józefem z Księinek oraz z Niklem Skoraczewskim. W 1449 woźny sądowy trzykrotnie wywołał dokument wystawiony przez starostę generalnego Wielkopolski dotyczący przeniesienia prawa własności wsi Księginki na rzecz Jakuba Śliwieńskiego za 400 grzywien półgroszy, a sąd uznał moc wieczystą dokumentu. W 1450 Maciej niegdyś Księgiński zapisał żonie Katarzynie po 100 grzywien posagu oraz wiana na sumach, które miał u chorążego poznańskiego Mikołaja Tomickiego oraz na innych kwotach.
W 1503 Jan Karśnicki sprzedał wikariuszom katedry poznańskiej 3 grzywny czynszu rocznego na wsiach dziedzicznych Karśnice, Morownica i Księginki za 36 grzywien szer. groszy z zastrzeżeniem prawa wykupu. W 1511 Jan Karśnicki na swych wsiach Karśnice i Księginki zapisał po 200 grzywien posagu oraz wiana swej żonie Annie, córce Stefana Gołaskiego.
W 1548 bracia Jani Piotr Karśniccy podzielili między siebie wsie Karśnice, Morownica i Księginki, wyliczając przypadające każdemu z nich części wsi. W 1550 Jan Karśnicki na swoich częściach wsi Karśnic i Księginek zapisał po 600 złotych polskich posagu oraz wiana swej żonie Annie, córce zmarłego podsędka poznańskiego Macieja Krzyżanowskiego. W 1558 tenże, za zgodą żony Anny, na całej wsi Morownica oraz na połówkach wsi Karśnice i Księgienek sprzedał 11,5 grzywny czynszu rocznego altarystom w Strzelcach Wielkich za 142 grzywien, z zastrzeżeniem prawa wykupu. W 1553 Piotr Karśnicki na połowach wsi Karśnice, Morownica i Księginki zapisał po 550 grzywien posagu oraz wiana żonie Zofii Poświątnej. W 1581 Stanisław Karśnicki sprzedał za 1400 złotych polskich swoje części odziedziczone we wsiach Karśnice, Żegrowo i Księginki swym braciom Łukaszowi oraz Andrzejowi Karśnickim przenosząc na nich prawa własności.
Miejscowość odnotowano również w historycznych rejestrach poborowych. W 1563 w rejestrze odnotowani zostali zagrodnicy w dobrach Karśnickich. W 1566 miał miejsce pobór od 8 zagrodników po dwa grosze. W 1581 pobrano podatki z części należącej do Wojciecha Kuranowskiego od trzech zagrodników, jednego komornika po 8 groszy, jednego komornika po dwa grosze, a z części Anny Karśnickiej od dwóch zagrodników. W 1583 płatnikami poboru ze wsi byli dziedzice Jan Kaczyński oraz Wojciech Kuranowski.
Do czasu rozbiorów leżała w Rzeczypospolitej Obojga Narodów. Wskutek II rozbioru Polski w 1793, miejscowość przeszła pod władanie Prus i jak cała Wielkopolska znalazła się w zaborze pruskim. W okresie Wielkiego Księstwa Poznańskiego (1815-1848) miejscowość wzmiankowana jako Księginki należała do wsi mniejszych w ówczesnym powiecie Kosten rejencji poznańskiej. Księginki należały do okręgu kościańskiego tego powiatu i stanowiły część majątku Czacz, który należał wówczas do Marcelego Żółtowskiego. Według spisu urzędowego z 1837 roku Księginki liczyły 56 mieszkańców, którzy zamieszkiwali 6 dymów (domostw).
W latach 1975–1998 miejscowość należała administracyjnie do województwa leszczyńskiego.